# Combat de Châtillon-sur-Seine
Pour les articles homonymes, voir Combat de Châtillon.
Guerre franco-prussienne
Batailles
- Chronologie de la guerre franco-prussienne de 1870
- Sarrebruck (08-1870)
- Wissembourg (08-1870)
- Forbach-Spicheren (08-1870)
- Wœrth (08-1870)
- Bitche (08-1870)
- Phalsbourg (08-1870)
- Borny-Colombey (08-1870)
- Strasbourg (08-1870)
- Mars-la-Tour (08-1870)
- Toul (08-1870)
- Gravelotte (08-1870)
- Metz (08-1870)
- Nouart (08-1870)
- Beaumont (08-1870)
- Noisseville (08-1870)
- Sedan (08-1870)
- Montmédy (09-1870)
- Soissons (09-1870)
- Siège de Paris et chronologie du siège (09-1870)
- Nompatelize (10-1870)
- Bellevue (10-1870)
- Châtillon (10-1870
- Châteaudun (10-1870)
- Buzenval (10-1870)
- Bourget (10-1870)
- Dijon (10-1870)
- Belfort (11-1870)
- La Fère (11-1870)
- Langres (11-1870)
- Bouvet et Meteor (navale) (11-1870)
- Coulmiers (11-1870)
- Thionville (11-1870)
- Châtillon-sur-Seine (11-1870)
- Villers-Bretonneux (11-1870)
- Beaune-la-Rolande (11-1870)
- Champigny (11-1870)
- Orléans (12-1870)
- Loigny (12-1870)
- Châteauneuf (12-1870)
- Beaugency (12-1870)
- Longeau (12-1870)
- l’Hallue (12-1870)
- Siège de Péronne (1871)
- Bapaume (01-1871)
- Villersexel (01-1871)
- Le Mans (01-1871)
- Héricourt (01-1871)
- Saint-Quentin (01-1871)
- Buzenval (01-1871)

Le combat de Châtillon-sur-Seine est un coup de main qui se déroule le 19 novembre 1870 durant la guerre franco-allemande de 1870.

## Préambule
À la mi-novembre 1870, les Prussiens occupent Chaumont et arrivent à Châtillon-sur-Seine en Côte-d'Or, où ils installent un corps de 800 hommes d'infanterie et de cavalerie.
Dans le même temps, le quartier général de l'armée des Vosges est transporté Dôle à Autun afin de défendre les défilés du Morvan.
Le 18 novembre, environ 400 francs-tireurs de la 4e brigade de l'armée des Vosges sous le commandement du colonel Ricciotti Garibaldi prennent la direction d'Arnay-le-Duc, Saulieu, Semur-en-Auxois, Montbard, et installe son PC à Coulmier-le-Sec, pour attaquer la garnison prussienne de Châtillon-sur-Seine.

## Le combat
Le 19 novembre 1870, les francs-tireurs de Vosges, les chasseurs de l'Isère, les chasseurs Allobroges des Alpes, le bataillon du Doubs, les chasseurs du Havre et de Dôle, sous le commandement du colonel Ricciotti Garibaldi, surprennent les Prussiens à Châtillon-sur-Seine.
Les 800 Prussiens cantonnent chez des particuliers, sauf les officiers qui logent dans l'Hôtel de la Côte d'Or.
Les francs-tireurs enfoncent les portes, et, à coups de baïonnette, les Allemands sont tués,  c'est une vraie boucherie, et ceux qui parviennent à se sauver dans les rues sont immédiatement tués. 
Les quelques soldats et officiers prussiens qui parviennent à échapper aux francs-tireurs se réfugient dans l'Hôtel de ville.

## Bilan
La hardiesse du coup l'a fait réussir, car si les Prussiens avaient eu le temps de se défendre, aucun franc-tireur n'en revenait.
Les Français n'ont que 3 morts et 12 blessés tandis que les Prussiens perdent 150 à 180 hommes tués et 200 blessés, ainsi que 167 prisonniers dont 11 officiers, 82 chevaux avec harnachement, 4 voitures d'armes et le char de la poste. Revenus en force, les Prussiens se vengent par le pillage des magasins, l'incendie et une contribution d'un million imposée aux habitants. 
Les troupes ennemies appartenaient au 7e corps d'armée, 11e division, 27e brigade d'infanterie, 3e landwehr.